# 张东水
张东水（1956年3月—），山东陵县人，中国人民解放军少将，原中国人民解放军第二炮兵部队副政治委员。

## 生平
历任第二炮兵某旅政治委员、第二炮兵第五十四基地政治部副主任。2005年1月，任第二炮兵第五十四基地政治部主任。2006年12月，任第二炮兵工程学院政治委员。2009年5月，任第二炮兵指挥学院政治委员。2010年12月，任第二炮兵第五十五基地政治委员。2014年12月，任中国人民解放军第二炮兵部队副政治委员。2015年1月上旬，上任第二炮兵部队副政治委员不满14天的张东水因涉嫌违法犯罪被军事检察机关立案侦查。
2006年7月，晋升少将军衔。